# Девід Оуен
Девід Ентоні Лльовеллін Оуен (англ. David Anthony Llewellyn Owen; нар. 2 липня 1938, Плімптон, Девон, Англія) — британський політик, спочатку член Лейбористської партії, а потім один із засновників Соціал-демократичної партії. Міністр закордонних справ в уряді Джеймса Каллаган.

## Життєпис
Оуен вивчав медицину у Кембриджському університеті, працював лікарем. У 1960 році він став членом Лейбористської партії і Фабіанського товариства, у 1964 році невдало балотувався до Палати громад. Член парламенту з 1966 по 1992. З 1968 по 1970 він був парламентським заступником міністра військово-морського флоту. З 1970 по 1972 був молодшим спікером опозиції з питань оборони. Він пішов у відставку через опозицію Лейбористської партії британського членства в ЄЕС. Після повернення лейбористів до влади у 1974 році він став парламентським міністром у Міністерстві охорони здоров'я. Кілька місяців тому, він був призначений державним міністром у цьому міністерстві. У вересні 1976 він був призначений державним міністром закордонних справ і членом Таємної ради. У 1977 році, після несподіваної смерті Ентоні Кросленда, він став наймолодшим з часів Ентоні Ідена міністром закордонних справ.
На чолі зовнішньополітичного відомства Оуен брав участь у підготовці плану з врегулювання конфлікту у Родезії і заклав основу для угоди Lancaster House, яка була підписана його наступником, Пітером Карінгтоном. Також підтримував прагнення незалежності Намібії. Він написав книгу Human Rights, де аналізував права людини в Африці та СРСР. Оуен втратив посаду міністра після поразки Лейбористської партії на виборах у 1979 році.
У серпні 1992 року він став британським представником у Конференції ЄС з колишньої Югославії. У 1993 році він написав у співавторстві план Венса-Оуена (разом з колишнім держсекретарем США Сайрусом Венсом), що мав вирішити конфлікт у колишній Югославії, але план був відкинутий боснійцями. У 1994 році він був нагороджений королевою Єлизаветою II Орденом Лицаря Честі за свою діяльність на Балканах.
З 1997 року Оуен є канцлером Ліверпульського університету. Одружений, має двох синів і доньку.